# Zenbook
Zenbook je familija Ultrabook - laptop računara malih dimenzija – koje proizvodu ASUS. Prvi Zenbook računari su pušteni na tržište u oktobru 2011. godine, a originalni asortiman je dopunjen i proširen tokom 2012. Modeli u rasponu od 12-inčnih računara sa veoma efikasnom snagom ali nedostatkom povezanosti i samo sa integrisanim grafičkim procesorima, do 15-inčnih laptop računara sa odvojenim grafičkim procesorom i optičkim uređajima. Većina (mada ne svi) Zenbook računari koriste Intel Core niskog napona procesora i Nvidia GPU kada se ne koristi integrisana grafika. ASUS je predstavio nove modele sa ekranima osetljivim na dodir da iskoriste Windows 8 nakon objavljivanja krajem 2012. godine. Većina modela se može uporediti sa Macbook Air. Najnovije izdanje u Zenbook liniji računara je Zenbook Infinity UX301 serija.
ASUS je dizajnirao Zenbook od brušenog aluminijuma sa visokom krutošću, radije nego od plastike, uobičajenog materijala od kog se prave laptopovi. Obrazac koncentričnih krugova na poklopcima, kako kažu, predstavlja talase u vodi i predstavlja "zen filozofiju" koju je dizajner želeo da prikaže prilikom kreiranja laptopa. Zenbook je generalno dobro prihvaćen zbog svog dizajna šasije i izgleda, kao i zbog kvalitetnih ekrana koji su korišćeni u kasnijim modelima. Međutim, ispostavilo se da je softver za ekrane osetljjive na dodir nestabilan, posebno u prvim modelima i neki od modela su dobili kritike zbog svoje visoke cene. Neki modeli (kao što je UX32) imali su problem sa zaključavanjem kada se litijumska baterija isprazni ispod preporučene granice, na primer, ako je uređaj uključen i ostavljen bez nadzora. rezultat je da punjač neće napuniti bateriju čak i kada je priključen. Mašina se često može oživeti desetosekundnim pritiskom na dugme za paljenje, nakon čega će početi punjenje. 

## Dizajn
U 2009. godini ASUS je objavio UX50V, 15-inčni laptop koji je fokusiran na energetskoj efikasnosti i bio je tanak. Recenzenti su ocenili ovaj računar kao laptop lošijih performansi nego što je očekivano sa osrednjim trajanjem baterije, uprkos energetski-efikasnom implementiranom hardveru. Iako nije označen kao jedan, nosi je isti “UX” kod proizvoda kao mnogi od kasnijih Zenbook računara i bio je rani ulazak u tržište ultraprenosivih laptopva.
Ime Zenbook je predložio predsedavajući u ASUSu Jonney Shin da odrazi “zen filozofiju” primenjenu na samom dizajnu. Glavni dizajner, Loewy Chen, želeo je da ugradi elemente dizajna luksuznih satova u svoje proizvode dugo vremena. Zenbook je bio prva prilika da se ovo primeni u praksi, skretnica se postiže, kako je on rekao, od “otvaranja laptopa sa strane podsećajući na eleganciju pokreta ruku minuta i sata”. Upućivanje na satove ogleda se i u marketing Zenbooka; ASUS je objavio skice dizajna koje prikrivaju otvoreni Zenbook tako da izgleda kao sat, i video reklame prikazuju slično. Koncentrični krugovi na poklopcu Zenbooka su u cilju da izgleda kao talasi u void i da odražava “filozofske ideje kao što su beskrajna priroda Zen razmišljanja i usavršavanja”.
Telo Zenbooka je napravljeno od aluminijuma, izabranog zbog svoje male težiene, čvrstoće, vibracija, izgledu i akustičnih osobina. Recenzenti su pohvalili krutost i izgled. Poklopac je dostupan u tri boje: tamno siva/ljubičasta, zlatna i pink.

## Razvoj

### Prva generacija
Prva generacija Zenbook je objavljena 11. oktobra 2011. godine, jedan dan pre puštanja na tržište. Dva modela su puštena u 2011. godini na pozitivne kritike: 11-inčni UX21E i 13-inčni UX31E, takođe često poznati kao UX21 i UX31. Dizajn UX21 skrenuo je poredjenja sam Macbook Air i to je smatran kao “odličan rival” od strane CNET recenzenta Andrew Hoyle. Drugi aspekti koji su se svideli recenzentima bili su Bang and Olufsen zvučnici, brzo podizanje Sistema usled ASUS-BIOS dizajna i brzine opštih operacija u okviru operativnog sistema. Medjutim, ekrani si loše ocenjeni zbog lošeg kontrasta i lošeg ugla gledanja, iako su hvalili UX31 zbog sjaja i oštrine na ekranu.recenzenti su takodje primetili plitak pritisak na tastere metalne tastature i nedostatak pozadinskog osvetljenja, funkciju koju ASUS nije ima vremena da sprovede pre puštanja na tržište.

### Zenbook Prime
U aprilu 2012 ASUS je otkrio reviziju dva modela Zenbooka, ovaj put na osnovu Ivy Bridge mikroarhitekture. Brojevi modela su UX21A i UX31A, ali se češće nazivaju Zenbook prostih brojeva. Promene na originalnim modelima bili su apdejti procesora i uvođenje odgovarajućeg čipseta HM76 donosi USB 3.0, 1920x1080 IPS, Intel Centrino Wi-Fi kontroler, poboljšani trakped i nova plastična tastatura sa pozadinskim osvetljenjem. Recenzenti su veoma hvalili nove ekrane kada se razmatra osvetljenje, kontrast, ugao gledanja i preciznost boja, poboljšanja u odnosu na prethodne modele, poboljšanja u odnosu na pređašnje modele koja su dovela do promene od TN do IPS ekrana. UX21A ima kontrast od 939 a UX31A 1085, dajući im najvišu rezoluciju i contrast od bilo kog Ultrabooka do tad.. poboljšana tastatura je takođe dobila pohvale za pozadinsko osvetljenje, dok se Intel Wi-Fi kontroler pokazao mnogo bolje nego Qualcomm koji je korišćen u prvoj generaciji Zenbooka. Zenbook Primessu idalje kritikovali: nova verzija trakpeda je priznata kao poboljšanje u odnosu na prethodni, al i dalje iritantan, a za kvalitet zvuka je utvrđeno da je gori nego u prethodnoj generaciji. Uprkos ovim pitanjima, ukupna reakcija bila je pozitivna. UX31A su zvali “Današnji najbolji Ultrabook” u trenutku izbacivanja na tržište.

### UX32 serija
Već u martu 2012. godine, informacija je procurila aludirajući na novu seriju Zenbook i početkom maja, ASUS je otkrio novu UX32 seriju, a zatim njihovo puštanje na tržište 21. maja. Objavljena su dva modela: UX32A i UX32VD, oba sa debljim kućištem za smeštanje 500GB/24GB flash hybrid drive i u UX32VD Nvidia Geforce GT 620M grafičku karticu. UX32A je dizajniran da bude jeftiniji Zenbook sa procesorom pređašnje generacije, ekranom niže rezolucije i hibridnim pogonom. UX32VD je bio dobro primljem iz sličnih razloga kao i Zenbook Prime.

### 14-inčni i 15-inčni Zenbook
23. oktobra 2012. godine, ASUS je bio domaćin otvaranja Windows 8 platforme, gde je otkrio UX42VC i UX52VC modele i najavio njihov izlazak na tržište u novembru. UX42VC je 14-inčni Ultrabook, a UX52VC je 15-inčni laptop koji se može kvalifikovati kao Ultrabook u zavisnosti od izabranih opcija. UX42VC je dostupan sa Intel Core i3, i5 ili i7 procesorom sa do 6Gb RAM memorije. Sve u svemu, težak oko 1,9kg. UX52VC ima opciju Intel ultra-niskog napona i5 ili i7 mobilnih procesora, do 10GB RAM memorije i optički disk drajv. To je dovelo do prigovora na visoke cene i nedostatka ekrana osetljivog na dodir, ali kvalitetan ekran, tastaturu i sistemsku brzinu su hvalili. Trajanje baterije je smatrano prihvatljivim uzimajući u obzir factor forme i diskretne GPU, uprkos tome što je znatno kraće od UX31A.

### Zenbook Touch
Prvi put prikazan u junu 2012. na Computexu, Zenbook Touch serija ima ekrane koji koriste prednost Windows 8 operativnog sistema. Zenbook Touch serija uključujeUX31A koji je isti kao Zenbook Prime, ali je dodat ekran osetljiv na dodir. UX21A sa ekranom osetljivim na dodir omogućen je takođe na Computexu u junu i zvanično najavio krajem avgusta, iako su na dogadjaju 23. oktobra 2012. godine, samo UX31A i U500V3 bili prikazani. U500V3 je deblji od prethodnih Zenbookova i koristi standardne Ivy Bridge mobilne procesore.

## Spoljašnje veze
- Званични веб-сајт